# شاحنات الغاز

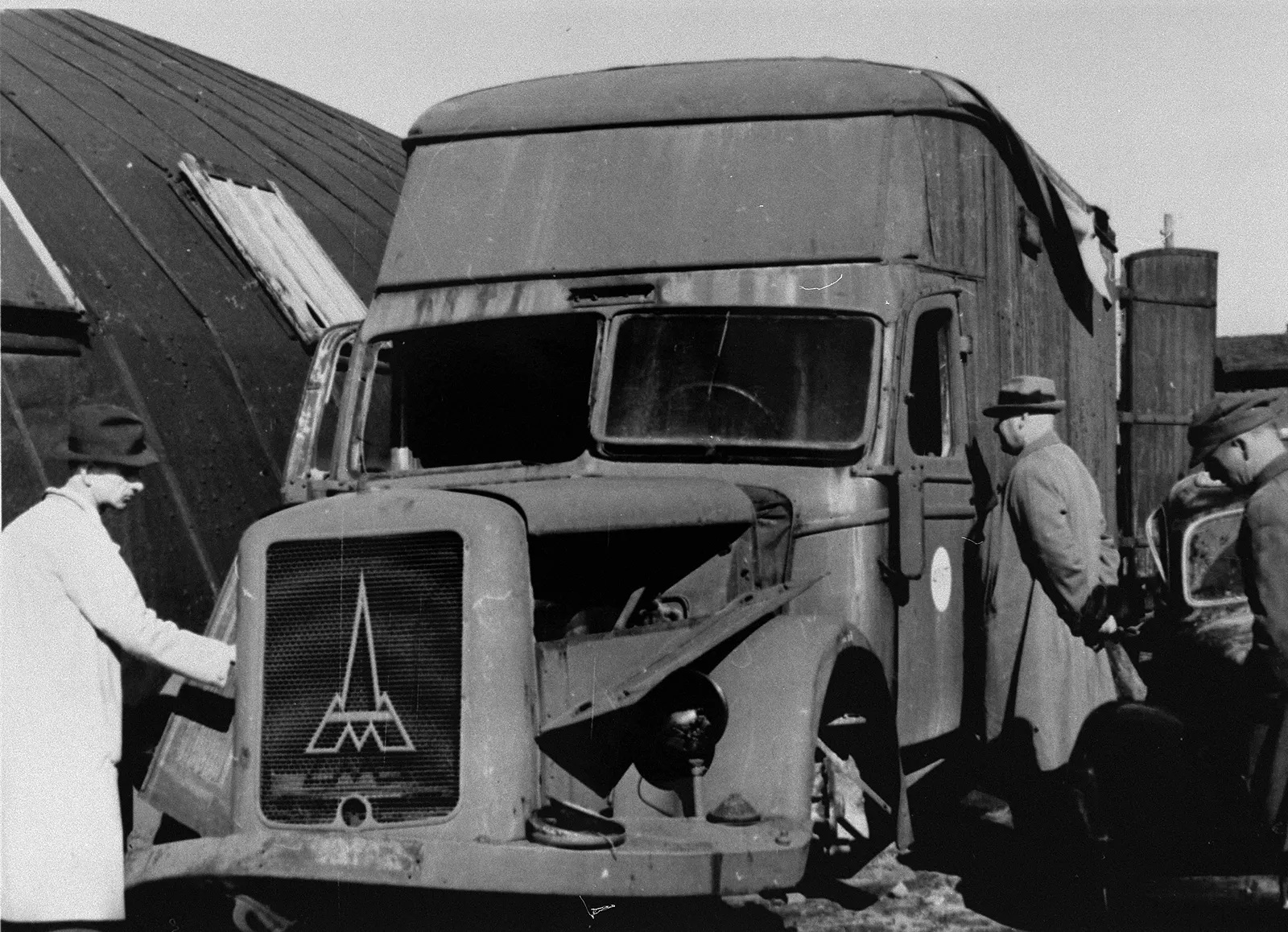
شاحنة نقل الأثاث ماديوغوس-دويتز محترقة بالقرب من معسكر الإبادة خيلمنو، النوع الذي استخدمه النازيون للخنق بالغاز، مع تحويل أبخرة العادم إلى المقصورة الخلفية المغلقة المملوءة بالضحايا. لم يتم تعديل هذه الشاحنة المعينة، كما أوضح مكتب كبير مستشاري الولايات المتحدة لمقاضاة محور الإجرام (1946)، ومع ذلك، فإنه يعطي فكرة جيدة عن هذه العملية.

شاحنة غاز أو عربة غاز (بالروسية: душегубка)‏ ، dushegubka، حرفيًا «قاتل الروح»؛ (بالألمانية: Gaswagen)‏) كانت شاحنة مجهزة كغرفة غاز متنقلة. خلال الحرب العالمية الثانية، طورت ألمانيا النازية واستخدمت شاحنات الغاز على نطاق واسع كوسيلة للإبادة لقتل نزلاء الأسيليم، والشعب الروماني، واليهود، والسجناء في بيلاروسيا المحتلة، وبولندا، ويوغوسلافيا، ومناطق أخرى من الاتحاد السوفياتي الذي كان يحتله النازيون. 

## ألمانيا النازية
إن استخدام شاحنات الغاز من قبل النازيين لقتل اليهود والأشخاص المصابين بأمراض عقلية والسكان من الغجر والسجناء في الأراضي المحتلة خلال الحرب العالمية الثانية قد نشأ مع برنامج القتل الرحيم النازي في عام 1939. أمر بإيجاد طريقة مناسبة للقتل، والمعهد التقني للكشف عن الجريمة («معهد Kriminaltechnisches Institut der Sicherheitspolizei»، اختصار KTI) من مكتب الأمن الرئيسي للرايخ (RSHA) ضحايا الغاز بأول أكسيد الكربون.  في أكتوبر 1939، بدأ النازيون في قتل السجناء في فورت السابع بالقرب من بوسن. وكان أول الضحايا من السجناء البولنديين واليهود والمصابين بأمراض عقلية.  شهود أنه منذ ديسمبر 1939، تم استخدام غرف الغاز المتنقلة لقتل نزلاء المصحات في بوميرانيا وبروسيا الشرقية وبولندا.  تم تصميم الشاحنات لSonderkommando Lange وكان من المفترض استخدامها لتسريع عمليات القتل. بدلاً من نقل الضحايا إلى غرف الغاز، تم نقل غرف الغاز إلى الضحايا. على الأرجح تم ابتكارهم بواسطة متخصصين من Referat II D في مكتب الأمن الرئيسي للرايخ. تعمل غرف الغاز المتنقلة هذه وفقًا لمبادئ غرف الغاز الثابتة: من خلال خرطوم مطاط، أطلق السائق ثاني أكسيد الكربون النقي من أسطوانات الصلب في مبنى خاص محكم الهواء تم تشكيله كصندوق ووضعه على الناقل. تشبه العربات عربات النقل المتحركة أو شاحنات التسليم وقد تم تسميتها بـ Kaiser's Kaffee Geschäft (de ) («مقهى القيصر») للتمويه. لم تكن تسمى «عربات الغاز» في ذلك الوقت، ولكن "Sonder-Wagen"، و "Spezialwagen" (عربات خاصة) و"Entlausungswagen" (عربات النقل).   قتل كوماندوس لانج المرضى في العديد من المستشفيات في فارتيلاند في عام 1940. لقد أقتيدو إلى المستشفيات، وجمعوا المرضى، وحملوهم في الشاحنات وعبرواهم بالغاز بينما كانوا يقودونهم بعيدًا.  الفترة من 21 مايو إلى 8 يونيو 1940 قتلت Sonderkommando Lange 1558 شخص مريض من معسكر الاعتقال Soldau. 
استخدام شاحنات الغاز كان له عيبان:
1. كان بطيئا   - استغرق بعض الضحايا عشرين دقيقة للموت.
2. لم يكن هادئا   - يمكن للسائقين سماع صرخات الضحايا، والتي وجدوها مقلقة ومزعجة.

بحلول يونيو 1942، قام المنتج الرئيسي لشاحنات الغاز، Gaubschat Fahrzeugwerke GmbH، بتسليم 20 شاحنة غاز في نموذجين (من 30 إلى 50 و70 إلى 100 فرد) إلى وحدات القتل، من بين 30 تم طلبها من تلك الشركة. لم يكن هناك شاحنة غاز واحدة موجودة في نهاية الحرب. ظهر ظهور عربات الغاز لأول مرة في عام 1943 أثناء محاكمة المتعاونين مع النازيين الذين شاركوا في قتل 700 6 مدني في كراسنودار. إجمالي عدد الضحايا بالغاز غير معروف.
وتناقش شاحنات الغاز على نطاق واسع في بعض المقابلات في كلود لانزمان الصورة فيلم المحرقة .

## الاتحاد السوفياتي
خلال عملية التطهير الكبرى في الاتحاد السوفياتي، استخدم ضابط من المفوضية الشعبية للشؤون الداخلية يدعى إيساج دي بيرغ شاحنة محكمة الإغلاق لتصفية السجناء حتى الموت كتجربة. تم إطلاق الغاز على السجناء في الطريق إلى بوتوفو حيث أعدمتالمفوضية الشعبية للشؤون الداخلية السجناء ودفنتهم. وفقا لشهادة قدمها ضابط في المفوضية الشعبية للشؤون الداخليةنيكولاي خاريتونوف في عام 1956، كان إيساي بيرج فعال في إنتاج شاحنات الغاز. أصبح بيرج رئيس القسم الاقتصادي الإداري في المفوضية الشعبية للشؤون الداخلية في موسكو في صيف عام 1937. في أكتوبر 1937، تم تكليفه بالإشراف على مجموعة رماية بوتوفو. كان على بيرج أن يعد بوتوفو للإعدام الجماعي لأشخاص من موسكو الكبرى ولضمان تنفيذ عمليات الإعدام هذه بسلاسة. وفقًا للشهادة التي أدلى بها فيودور تسشنيوكوف، أحد أعضاء فريق تنفيذ بيرج، في عام 1956، تم استخدام الشاحنات، والتي كانت مزودة بصمامات يمكن من خلالها توجيه الغاز داخل المركبات. وكشفت التحقيقات أن السجناء قد جُردوا من ملابسهم وقيدو وكممو وألقوا في الشاحنات. ممتلكاتهم سرقت. تم القبض على بيرج في 3 أغسطس 1938. حكم عليه بالإعدام لمشاركته في «مؤامرة مضادة للثورة داخل المفوضية الشعبية للشؤون الداخلية» وأعدم في 3 مارس 1939.
مقياس استخدام هذه الشاحنات غير معروف. يفترض المؤلف توماس كيزني أنه كان قيد الاستخدام بينما أشرف بيرج على عمليات الإعدام (أكتوبر 1937 إلى 4 أغسطس 1938). ويشير إلى الحفريات الأثرية التي أجريت في عام 1997. ثم تم استخراج 59 جثة من المرجح أن يكون قد قتل خلال فترة بيرغ. تم إطلاق الرصاص على أربعة فقط من هؤلاء الضحايا، مما دفع كيزني إلى استنتاج أن بعضًا منهم على الأقل قد تعرضوا للغاز. 